# Gran Premi del Saló del Còmic de Barcelona

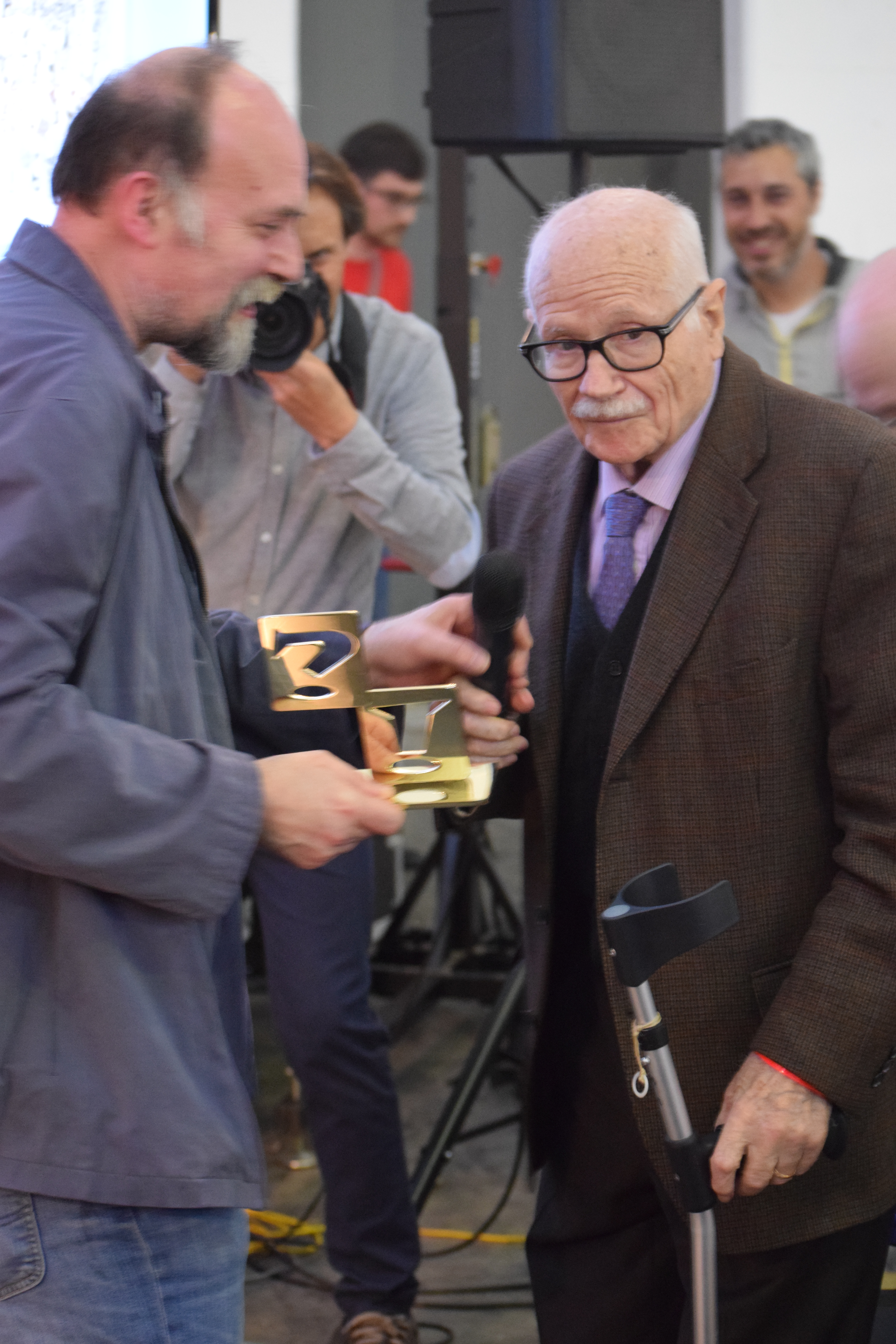
Josep Maria Blanco recollint el guardó de les mans d'Antoni Guiral, a la 34a edició del Saló (2016).

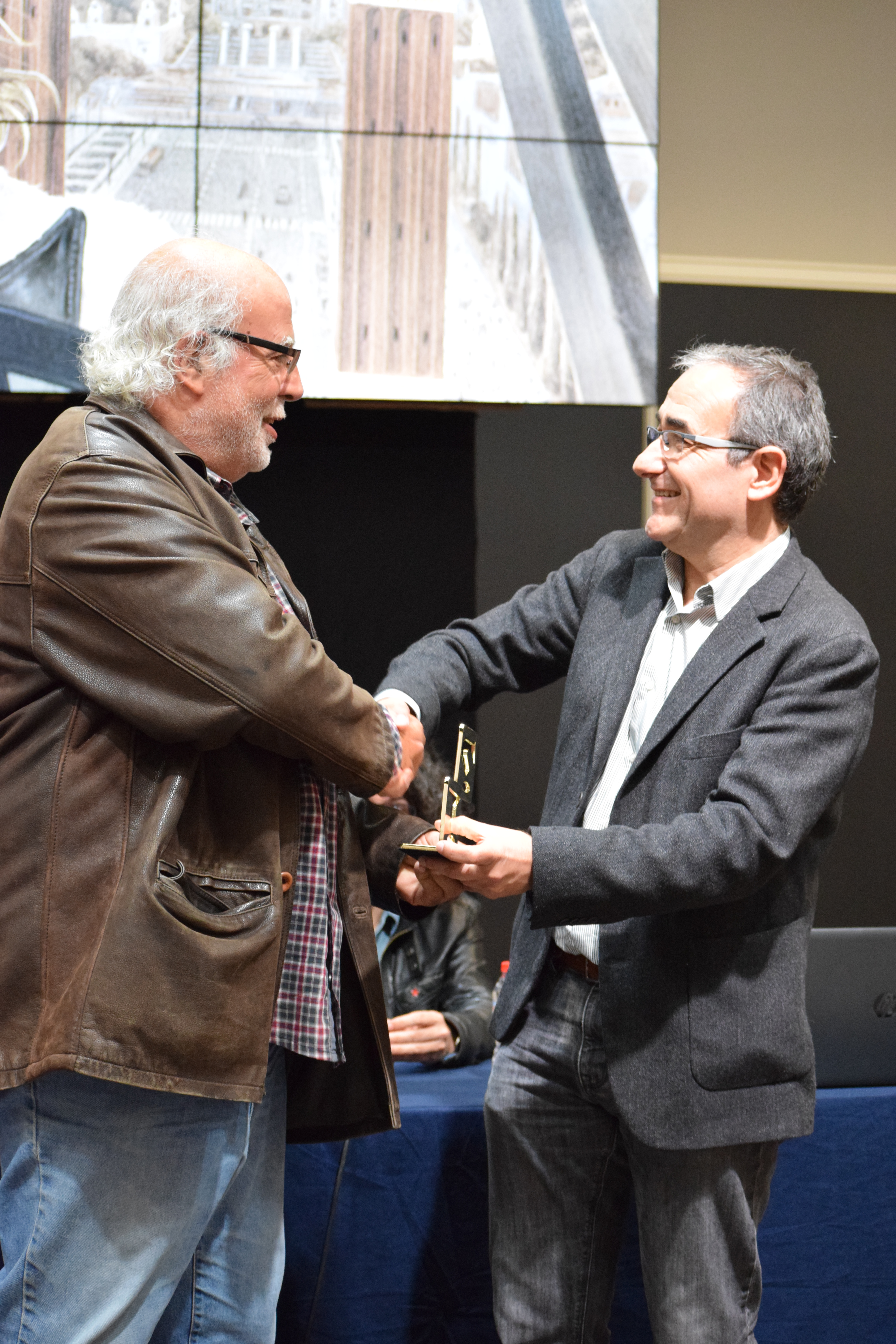
Patrici Tixis entrega el Gran Premi del Saló a Josep Maria Martín Saurí (35a edició del Saló, 2017).

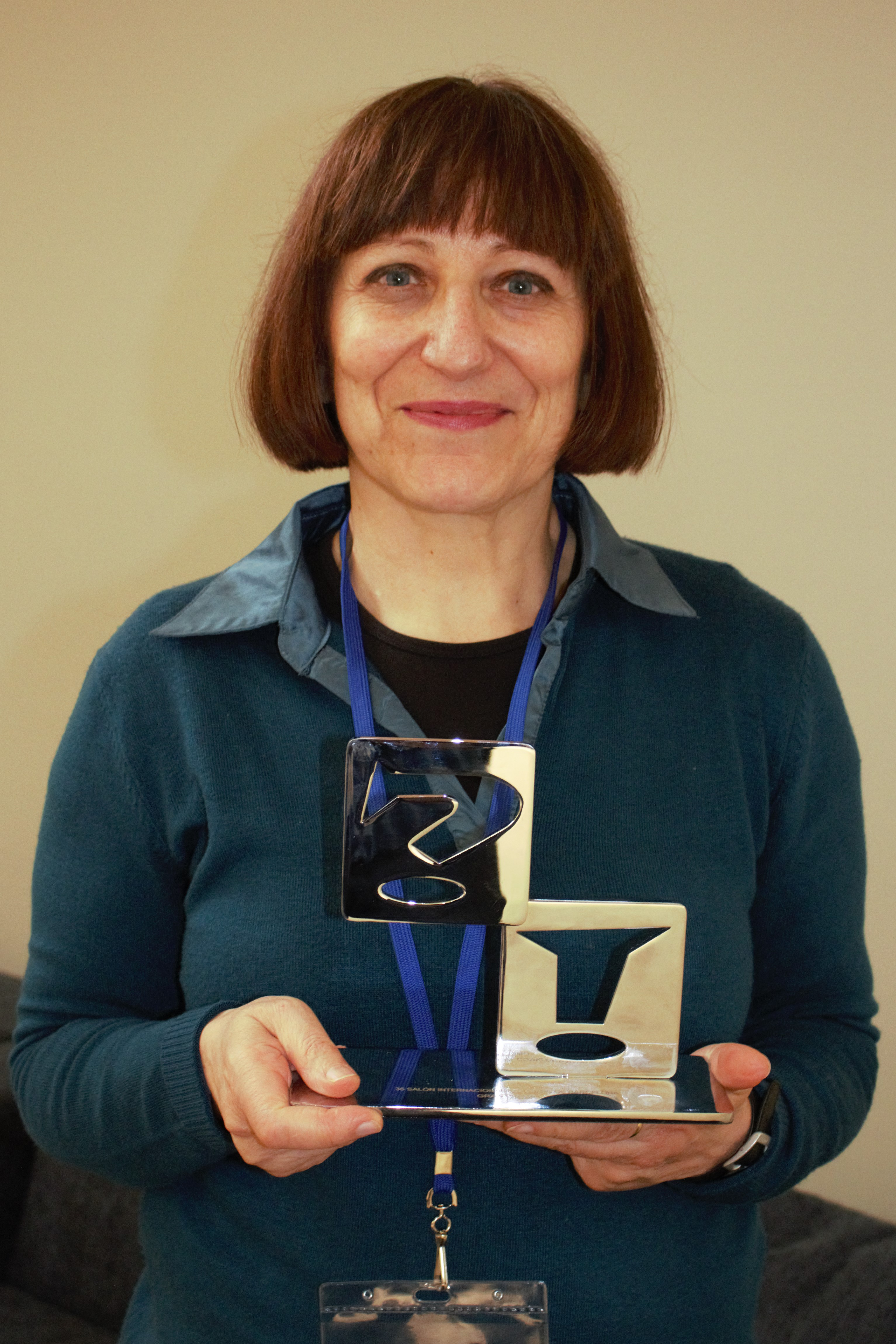
Laura Pérez Vernetti just després d'haver rebut el Gran Premi del Saló, (36a edició del Saló, 2018).

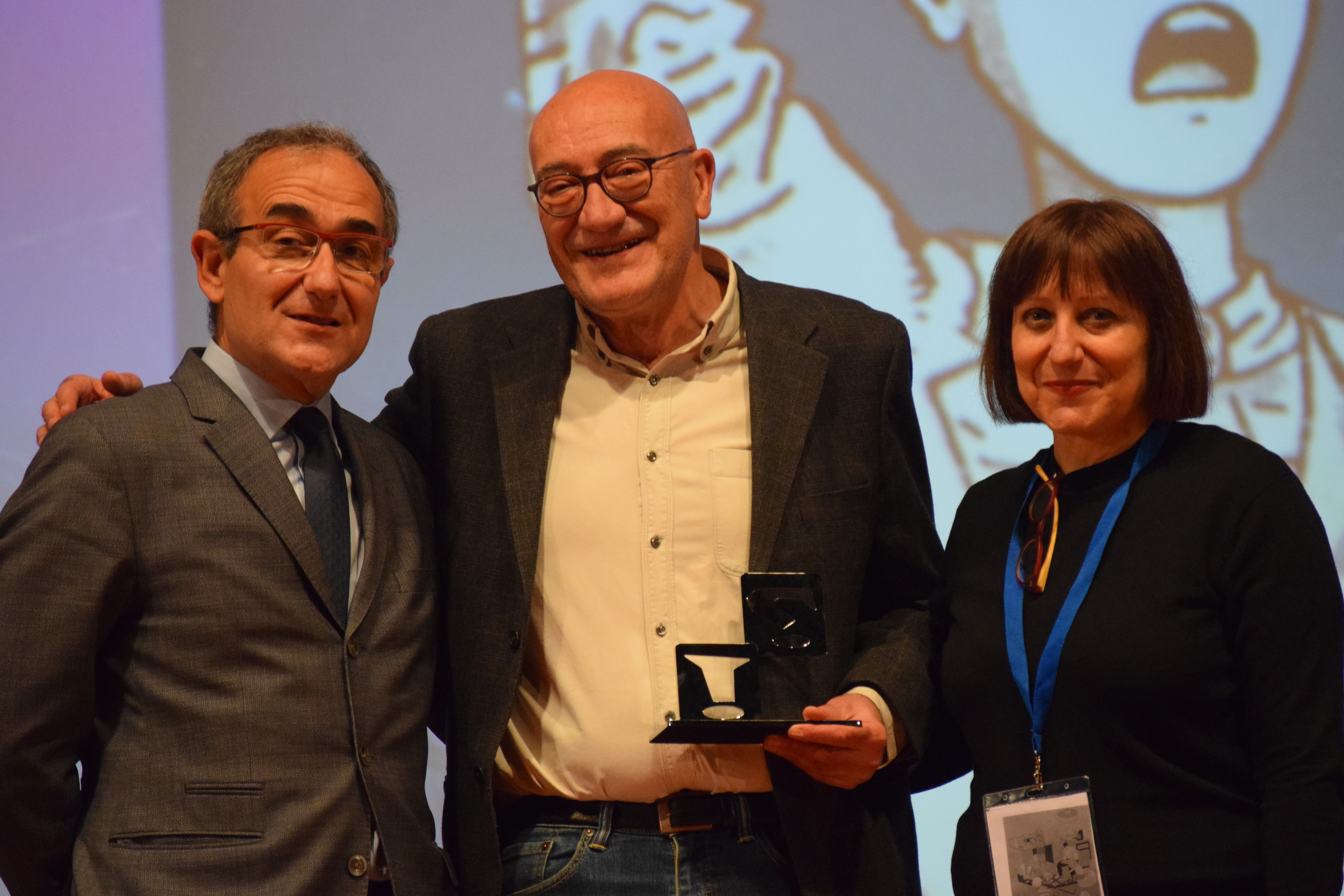
Antonio Altarriba acompanyat de P. Tixis i L. Vernetti, (37 Còmic Barcelona, 2019).

El Gran Premi del Saló del Còmic de Barcelona (conegut com a Gran Premi del Saló) és un guardó concedit anualment per Ficomic des de 1988 durant la celebració del Saló Internacional del Còmic de Barcelona. El premi és un reconeixement a la trajectòria professional d'un autor i un homenatje al conjunt de la seva obra, per la qual cosa els premiats són sempre artistes consagrats o molt destacats en el món del còmic.
Si bé les bases del premi han anat variant al llarg dels anys, el Gran Premi és l'únic guardó entregat durant el Saló Internacional del Còmic de Barcelona que no és elegit pel conjunt de professionals del sector del còmic sinó que tradicionalment ha sigut proclamat directament pel comitè executiu de Ficomic, sense cap llista de nominats, o bé per un jurat designat per Ficomic. També, a diferència dels altres premis del Saló, les normes del jurat estableixen que el Gran Premi del Saló només pot ser atorgat un cop en vida de l'artista. L'autor, a més, cal que sigui espanyol i estigui viu.
La sola excepció a les regles del Gran Premi del Saló es va produir a l'edició de 1999, quan Ficomic va decidir premiar juntament als germans Miguel i Pedro Quesada. S'havia donat la circumstància que el guionista Pedro havia mort el 1988 per la qual cosa, segons les bases del jurat, no se li podia atorgar el guardó. La solució adoptada pel jurat fou de concedir el premi in memoriam a Quesada.

## El Premi al Conjunt de l'Obra, precursor del Gran Premi del Saló
Abans que s'instaurés el Gran Premi del Saló el 1988, el Saló Internacional del Còmic de Barcelona (que aleshores encara no s'anomenava així), havia concedit els Premis Ciutat de Barcelona durant la 4a edició (1984), la 5a edició (1985) i fins i tot el 1986, malgrat que el Saló no s'arribés a celebrar per motius pressupostaris. Aquests premis, incloïen la categoria "premi al conjunt de l'obra", també conegut com a "premi al reconeixement a tota una vida dedicada al còmic", amb una funcionalitat equivalent a l'actual Gran Premi del Saló. És per aquest motiu que el "Premi Ciutat de Barcelona al conjunt de l'obra", de fet, és un guardó precursor al Gran Premi del Saló del Còmic. Tenint en compte aquest fet, es dona la circumstància que els dibuixants Ambrós i Alfons Figueras han sigut homenatjats en dues ocasions pel conjunt de la seva obra. Ambrós ho fou el 1984 i el 1989, i Alfons Figueras ho fou el 1985 i el 1988. Són les dues excepcions que existeixen fins avui dia en el palmarès, ja que el Gran Premi del Saló és l'únic guardó concedit pel Saló que només pot ser atorgat un cop en vida de l'artista, tal com estableixen les seves bases.
El premi Ciutat de Barcelona al conjunt de l'obra, incloïa a més una categoria internacional, la qual fou suprimida el 1988, quan Ficomic va passar a entregar el nou guardó. Els tres autors internacionals guardonats foren l'argentí Alberto Breccia i els americans Will Eisner i Milton Caniff, respectivament.
| Any  | Premi al Conjunt de l'Obra | Premi al Conjunt de l'Obra | Refs. |
| Any  | Categoria estatal          | Categoria internacional    | Refs. |
| ---- | -------------------------- | -------------------------- | ----- |
| 1984 | Ambrós                     | Alberto Breccia            | [ 2 ] |
| 1985 | Alfons Figueras            | Will Eisner                | [ 3 ] |
| 1986 | Josep Escobar              | Milton Caniff              | [ 4 ] |

El 1987 el Saló no es va celebrar, motiu pel qual es va trencar la cadena del premi, concedit des de 1984.

## Palmarès
| Any  | Autor                    | Edat a l'obtenció | Refs.         |
| ---- | ------------------------ | ----------------- | ------------- |
| 1988 | Alfons Figueras          | 65 anys           |               |
| 1989 | Ambrós                   | 75 anys           |               |
| 1990 | Manuel Vázquez           | 60 anys           | [ 5 ]         |
| 1991 | Jordi Bernet             | 46 anys           |               |
| 1992 | Raf                      | 63 anys           |               |
| 1993 | Alfonso Font             | 46 anys           |               |
| 1994 | Francisco Ibáñez         | 58 anys           |               |
| 1995 | Kim                      | 54 anys           | [ 6 ]         |
| 1996 | Josep Sanchis            | 63 anys           | [ 7 ]         |
| 1997 | Enrique Ventura          | 51 anys           |               |
| 1998 | Víctor Mora              | 66 anys           |               |
| 1999 | Miguel i Pedro Quesada   | 66 anys           |               |
| 2000 | Max                      | 43 anys           |               |
| 2001 | Nazario                  | 57 anys           |               |
| 2002 | Jan                      | 63 anys           | [ 8 ]         |
| 2003 | Josep María Beà          | 61 anys           | [ 9 ]         |
| 2004 | Horacio Altuna           | 62 anys           | [ 10 ]        |
| 2005 | Carlos Giménez           | 64 anys           | [ 11 ]        |
| 2006 | Víctor de la Fuente      | 79 anys           | [ 12 ]        |
| 2007 | Miguelanxo Prado         | 48 anys           |               |
| 2008 | Pasqual Ferry            | 47 anys           | [ 13 ]        |
| 2009 | Ana Miralles             | 49 anys           | [ 14 ]        |
| 2010 | Rubén Pellejero          | 57 anys           | [ 15 ]        |
| 2011 | Jordi Longarón           | 77 anys           | [ 16 ]        |
| 2012 | José Ortiz Moya          | 79 anys           |               |
| 2013 | Purita Campos            | 75 anys           |               |
| 2014 | Miguel Gallardo          | 58 anys           | [ 17 ]        |
| 2015 | Enrique Sánchez Abulí    | 70 anys           |               |
| 2016 | Josep Maria Blanco       | 89 anys           | [ 18 ]        |
| 2017 | Josep Maria Martín Saurí | 68 anys           | [ 19 ]        |
| 2018 | Laura Pérez Vernetti     | 60 anys           | [ 20 ]        |
| 2019 | Antonio Altarriba        | 67 anys           |               |
| 2020 |                          |                   |               |
| 2021 | Antonio Martín           | 81 anys           | [ 21 ]        |
| 2022 | Daniel Torres            | 63 anys           | [ 22 ]        |
| 2023 | Trini Tinturé            | 87 anys           | [ 23 ]        |
| 2024 | Marika Vila              | 74 anys           | [ 24 ] [ 25 ] |
| 2025 | Paco Roca                | 55/56 anys        |               |